# Bikes Not Bombs
A Bikes Not Bombs é uma organização sem fins lucrativos sediada em Boston, Massachusetts, que usa a bicicleta como um veículo para a mudança social através da reciclagem de bicicletas doadas, da formação de jovens para consertarem as suas próprias bicicletas e tornarem-se mecânicos empregáveis e do envio de milhares de bicicletas para comunidades parceiras internacionais em países como Uganda, Gana, São Cristóvão e Nevis, El Salvador, Serra Leoa, Guatemala, Quénia e o Ruanda. A organização foi fundada em 1984 por Carl Kurz, um mecânico de bicicletas, e Michael Replogle, um planeador de transporte de Maryland. A Bikes Not Bombs forneceu bicicletas e peças de bicicletas para a Nicarágua em oposição ao apoio do governo Reagan à Guerra dos Contras, e em solidariedade ao povo nicaraguense e em resistência ao embargo comercial dos EUA contra a Nicarágua em vigor na época. Mira Brown envolveu-se com o trabalho da BNB enquanto estava na Nicarágua e mais tarde  tornou-se a primeira Diretora Executiva da organização.
Desde então, a Bikes Not Bombs enviou mais de 70.000 bicicletas e peças para 15 países na América Central, África e Caribe. Tanto bicicletas como peças de bicicletas também são enviadas para o exterior para apoiar organizações que constroem máquinas movidas a pedal (bicitecnologia) para povos indígenas, incluindo moinhos de grãos, vibradores de cimento e máquinas para bombear água e despolpar café que não usam eletricidade.